# Жеровница
Жеровница (алб. Zherovnicë) је насеље у општини Звечан на Косову и Метохији.
Атар насеља се налази на територији катастарске општине Жеровница површине 228 ha, по општинским проценама 209 ha. Село Жеровница налази се на 4 km северозападно од Звечана у долини Козаревске реке са кућама на обе стране реке између Спасојевог и Видовог брда. Насеље је добро повезано јер кроз село пролази пут Звечан – Зубин Поток, али неке улице у селу нису асфалтиране. Село је повезано на градски водовод, а делови имају сеоске водоводе. Већина домаћинстава има фиксне телефоне. У селу постоји црква са старим гробљем.

## Географија
Жеровница је са обе стране главног пута који води за Бањску из Косовске Митровице, а потес је између Шареног Камена, Видова (Видојева) Брда и Спасова Брда. Куће су са обе стране Козаревске Реке, допиру до кућа суседног села Бандол, па је прелаз из једног села у друго неприметан. Употребљава се вода са извора и бунара: на десној страни реке има четири бунара, од којих је један код школе, а на левој је извор Лединак. Бунари лети умање воду али не пресушују. Њиве и ливаде су на местима која се називају: Башчина, Падалиште, Крчевина, Мокреш, Ледина, Шарени Камен, Запис, Равна Њива и Ораовица; шуме и испаше су на Видову Брду и на Спасову Брду.

## Историја
Помиње се у Светостефанској повељи краља Стефана Милутина из 1313. године као село које је даровано Манастиру Бањска. У турском попису из 1455. године као „Жрновница“ са пописаном 31 хришћанском кућом. У каснијим пописима број хришћанских кућа се смањује, а нарочито после велике сеобе 1690. године. По народним предања у сукобу са Турцима око девојке у близини цркве убијено је много Срба, да није имао ко да их сахрани. У селу повећање броја српског становништва започиње крајем 18. века враћањем људи на своја вековна огњишта. Српски конзул у Приштини Тодор Станковић записао је да је средином 19. века у Жеровници било само 7 српских кућа. Село има основну школу од 1921. године. На тромеђи Жеровнице, Сандола и Дољана је старо гробље, код којега је и данашње за сва три села и из једног дела Житковца.

## Порекло становништва по родовима
По предању дошла су однекуд два брата, Драгоје и Павле, Кучи. Од њих су:
- Радовићи, 3 кућа, Божовићи, 4 кућа, Симовићи, 3 куће, Марковић, 4 кућа, Млађовићи, 3 кућа, Лековићи, 1 кућа, и Радовановићи, 2 куће, слава Св. Никола; Живковићи у Рудинама, на Рогозни, су од овога рода.
- Миловићи, 2 куће, слава Митровдан, су из Меког Дела на Рогозни, прешли из Житковца.
- Вулетићи, 3 куће, Гвозденовић, 1 кућа, су од од Спасојевића у Јагњеници и Мијаиловића у Бандолу.

Поисламљени родови били су католици:
- Меховић, 1 кућа, Суљковић, 1 кућа, Алитовићи, 3 куће, Берановић, 1 кућа, Браовић, 1 кућа, и друга грана истог рода:
- Цановићи, Асановићи, 2 куће, су из суседног села Чабре.

## Демографија
Према проценама из 2009. године које су коришћене за попис на Косову 2011. године, ово место је имало 520 становника, насеље има српску етничку већину.
| Година       | 1948 | 1953 | 1961 | 1971 | 1981 | 1991 | 2011 |
| ------------ | ---- | ---- | ---- | ---- | ---- | ---- | ---- |
| Становништво | 354  | 370  | 391  | 504  | 531  | 508  | 520  |

|  |